# 藤原国衡
藤原 国衡（ふじわら の くにひら）は、平安時代末期から鎌倉時代初期の奥州藤原氏の武将。奥州藤原氏第3代当主・藤原秀衡の長男。母は側室で信夫佐藤氏の娘とも蝦夷の娘であったとも言われる。父の正室（義母）を娶り、泰衡とは義理の父子関係となる。しかし、庶子という身分からか、一族内での発言力には乏しかったようで、高衡を除いた四人の弟をはじめとする一族の相克を傍観するしかなかった。奥州合戦では阿津賀志山の戦いに総大将として参戦するも、戦死した。

## 生涯

### 父太郎、他腹の嫡男（他腹之嫡男）
秀衡の長男であったが、庶子であったために後継者からは除外される。正室の子である異母弟の泰衡が「母太郎」「当腹の太郎」と呼ばれたのに対し、国衡は「父太郎」「他腹の嫡男」と呼ばれた。『愚管抄』に「武者柄ゆゆしくて、戦の日も抜け出て天晴れ者やと見えけるに」とあり、庶子とはいえその存在感は大きく、一族の間では京下りの公家の娘から生まれた泰衡よりも、身近な一族の娘から生まれた長男で武勇優れた国衡への期待が高かったとも考えられる。父方、母方双方から東北の血を受け継いでいた国衡は父方の東北の血と母方の京の血が織り交ざった貴公子とも呼ぶべき存在であった異母弟・泰衡とは対照的な人物であった。

### 父の死と遺言、義母との結婚
秀衡は家督相続にあたって兄弟間の融和を図るため、自分の正室を国衡に娶らせた。国衡にとっては義母であるが、後家は強い立場を持ち、兄弟の後見役である藤原基成が岳父となり、後継者から外された国衡の立場を強化するものであった。これは兄弟間なら対立・抗争がありうるが、親子は原則としてそれはありえないので、対立する国衡と泰衡を義理の父子関係にし、後家として強い立場を持つことになる藤原基成の娘を娶らせることで国衡の立場を強化し、兄弟間の衝突を回避したものと考えられる。この異母兄弟の関係性に付け込んで鎌倉の頼朝が庶子・国衡と接触して味方に引き込み、一族を分裂させるという危険性もあった。この奥州藤原氏に限らず、後継者になれなかった者に敵対者が接触して分裂を煽り、一族の弱体化を図るというのはよくある謀略であった。また、初代・清衡、2代・基衡も兄弟と争った経緯があった。秀衡がこの異腹兄弟同士の関係に苦慮していたことが窺える。このような処置を施さざるを得ないまでに兄弟間の関係は険悪であった。秀衡は自分亡き後、源義経を主君として推戴し、兄弟異心無きよう泰衡・国衡・義経に起請文を書かせ、三人一味となって源頼朝の攻撃に備えるよう遺言し、文治3年（1187年）10月29日没した。

### 弟達の相克と国衡
しかしその後、文治4年（1188年）2月と10月に頼朝は朝廷に宣旨を出させて泰衡と基成に義経追討を要請する。『尊卑分脈』の記述によると、泰衡がこの年の12月に自分の祖母（秀衡の母）を殺害したとも取れる部分がある。真偽は不明だが、親族間の激しい相克があったと考えられている。翌文治5年（1189年）2月15日、泰衡は末弟（六弟）の頼衡を殺害している（『尊卑分脈』）。そして、閏4月30日に頼朝の圧力に屈して義経を襲撃し自害に追い込み、更に義経派であった異母弟（三弟）・忠衡も殺害した（『尊卑分脈』では五弟で忠衡の同母弟とされる通衡も共に討っている）。忠衡は父の遺言を破った泰衡に対して反乱を起こした（或いは反乱を計画した）ため、討たれたと考えられている。なお、理由は不明であるが、四弟・高衡は生き残っている。国衡は妾腹の生まれという負い目からか、この弟達の不和反目とその一部始終を傍観するしかなかった。

### 奥州合戦と最期
文治5年（1189年）8月、奥州合戦で大将軍となった国衡は、伊達郡阿津賀志山（現・厚樫山）で防戦（阿津賀志山の戦い）。寡兵ながら三日間にわたって激戦を繰り広げ善戦するも敗れ、出羽国へ逃れようとしたが、幕府御家人の和田義盛の矢で射られて深田に倒れ、畠山重忠の家臣・大串次郎に討ち取られた。没年齢は正確には不明だが、すぐ下の弟（異母弟）である泰衡の享年が25歳もしくは35歳とされているため、それ以上の年齢に達していたとされる。また、泰衡の首のミイラの状態から、20歳代-30歳代、23歳から30歳以上もしくは25歳以上と見積もることもできる。

## 高楯黒
『吾妻鏡』の記述によると、国衡の乗っていた馬は奥州第一の駿馬で高楯黒と号され、大肥満の国衡が毎日必ず三度平泉の高山に駆け上っても、汗もかかない馬であったという。

## 伝承
出羽国置賜郡米沢の錦戸薬師堂の由来に六弟（末弟）の頼衡が輿に奉安し、鳥越を越えて守本尊の薬師像を当地に運んだ伝承が残っている。なお、国衡が阿津賀志山の戦いで鳥取越を奪われて源頼朝の軍に敗れ、守本尊の薬師像を託した僧が当地に庵を結んだという話もある。これらの伝承から、国衡と頼衡は同一人物で頼衡の伝は国衡のものから派生したと思われる。
討たれた際、首は頼朝の元へと届けられ胴の部分はその場に捨て置かれたが、藤原氏を慕う近隣の領民たちによって現在の宮城県刈田郡蔵王町松川河畔の小丘に葬られ祠が建造された。祠は「白崩叢祠（しろくずれぞうし）」と呼ばれていたが、江戸中期に「白九頭龍大明神社」と改められ、その後も「白九頭龍古墳」として同町の指定文化財となっている。

## 関連作品
- 『武蔵坊弁慶』（NHK新大型時代劇、演：剣持伴紀）
- 『炎立つ』（1993年-1994年、NHK大河ドラマ、演：三浦浩一）
- 『義経』（2005年、NHK大河ドラマ、演：長嶋一茂）
- 『鎌倉殿の13人』（2022年、NHK大河ドラマ、演：平山祐介）